# Didimus sansibaricus
Didimus sansibaricus is een keversoort uit de familie Passalidae. De wetenschappelijke naam van de soort is voor het eerst geldig gepubliceerd in 1880 door Harold.